# Inbördeskriget i Afghanistan (1996–2001)
Inbördeskriget i Afghanistan (1996-2001) var en del av det oavbrutna krigstillstånd som rådde i landet från Sovjetunionens inmarsch 1979. Sovjetunionen lämnade landet 1989 och den sovjetstödda regeringen i Kabul störtades 1992 efter Inbördeskriget i Afghanistan (1989-1992). Därefter fördes 1992-1996 ett inbördeskrig mellan de olika motståndsgrupperna (mujaheddin).
De 27 september 1996 erövrade talibanerna Kabul, och utropade Islamiska emiratet Afghanistan. Den gamla Islamska staten Afghanistan förblev dock den internationellt erkända afghanska regimen. Talibanerna erkändes endast av Saudiarabien, Pakistan och Förenade Arabemiraten. Islamska staten Afghanistans försvarsminister, Ahmad Shah Massoud, utropade Norra alliansen. Inbördeskriget 1996-2001 fördes mellan dessa två parter.
Den 7 oktober 2001 inledde USA en invasion av de talibankontrollerade delarna av Afghanistan, efter föregående månads terroristattentat i USA. Nu inleddes ett nytt krig.

### Fotnoter
1. ↑  Kristiansson, Bengt (2018). ”En tid av krig och konflikt. Och utveckling”. i Markus Håkansson. Förstå Afghanistan. Svenska Afghanistankommittén. sid. 35-53
2. ↑  Per Gudmundson (29 juli 2015). ”Mulla Omar uppges död – en propagandaseger”. Svenska dagbladet. http://www.svd.se/mulla-omar-uppges-dod--en-propagandaseger. Läst 9 november 2015.
3. ↑  ”USA:s krig som förändrade världen” (på svenska). Sveriges Television. 7 september 2016. https://www.svt.se/nyheter/utrikes/usa-s-krig-som-forandrade-varlden. Läst 30 augusti 2021.